# 官秉忠
官秉忠（？—？），陕西榆林人。明朝將領，曾任固原参将、宁夏、甘肃、副总兵，延绥總兵，任內多獲首功，屢立戰功，加署都督同知。

## 生平
万历四十年（1612年），擢总兵官，镇守延绥。套寇犯保寧，官秉忠督參將杜文煥等大敗套寇在白土澗，一日連捷，斬首俘擄二百五十，割走其部長十二人耳。旗牌撒勒侵犯長樂，官秉忠率輕騎追襲之，大有斬獲。猛克什力入犯保寧，秉忠又破之，不久後猛克各朝氣挾賞不獲，再寇保寧及懷遠，秉忠以勁騎遮擊，先後斬首二百二十有奇，而致後來猛克及旗牌再次以千餘騎犯波羅，而遙見保寧軍，即膽怯逃回塞外。万历四十六年（1618年），与杜松、刘綎、柴国柱等同被召受诏赴援辽东討伐建州女真努爾哈赤，官秉忠被命防守遼陽，不久以疾辞归，卒于家中。子官抚民，亦为宁夏总兵官。

## 延伸阅读
[在维基数据编辑]
 《明史卷二百三十九》，出自《明史》